# Village-relais
Ne doit pas être confondu avec Village étape ou Village de vacances.
Pour l’article homonyme, voir Village (homonymie).
Un Village-relais est la dénomination accordée aux municipalités reconnues par le ministère des Transports (MTQ) du Québec, qui offrent, avec l'aide de ses commerçants, une diversité de services et un milieu accueillant et sécuritaire. Que ce soit pour les touristes ou les travailleurs, un « Village-relais » est un label qui désigne un standard de qualité attribué par le ministère des Transports. Depuis 2009, les municipalités ont mis en place la Fédération des Villages-relais du Québec afin de les représenter auprès des instances et d'assurer un soutien à la promotion du réseau. 

## Description
Dans le but d'avoir l'appellation de « Village-relais », une municipalité doit être située sur une route nationale ou une route touristique reconnue et poser sa candidature volontairement. Elle doit correspondre aux critères d'admissibilité et ensuite répondre à des normes de qualité. 
Certains critères sont pris en considération tel que la situation géographique, la qualité des services, la qualité des aménagements, la mobilisation de la communauté, etc. Le ministère des Transports, peut accorder l'appellation de « Village-relais » aux municipalités qui ont complété le processus d'accréditation et qui sont conformes aux normes.

## Critère d'admissibilité
Pour être un Village-relais, il faut :
- Être une municipalité de moins de 10 000 habitants.
- Être situé sur une route nationale ou une route touristique.
- Offrir une diversité de services (dont les neuf services de base).
- Offrir aux voyageurs des aménagements de qualité, un environnement sécuritaire, des attraits touristiques culturels et naturels afin que les visiteurs apprécient leur passage.

Le label Village-relais est attribué à une municipalité pour cinq ans. Après cette période, la municipalité est ré-évaluée afin de renouveler son accréditation.

## Objectif
L'objectif du « Village-relais » est d'offrir aux usagers de la route :
- un endroit sécuritaire et accessible en tout temps ;
- des services de base (station-service, alimentation, toilette publique, borne de recharge de l'électrique, etc.) ;
- un accueil de qualité.

## Liste des Villages-relais
(en date du 6 mai 2021)
- Acton Vale
- Amqui
- Baie-Saint-Paul

- Cap-Chat
- Chandler
- Chapais
- Coaticook
- Danville
- Dégelis
- Deschambault-Grondines
- Forestville
- Hébertville
- L'Anse-Saint-Jean
- Lac-Bouchette
- La Doré
- La Guadeloupe
- La Pocatière
- La Sarre
- Labelle
- Les Escoumins

- Maniwaki

- Montebello

- Nicolet
- New Richmond
- Paspébiac
- Pointe-à-la-Croix
- Rivière-au-Tonnerre
- Sacré-Cœur
- Saint-Fulgence
- Saint-Maxime-du-Mont-Louis
- Saint-Siméon
- Stanstead
- Stornoway
- Témiscaming
- Weedon
- Yamachiche